# Hello Starling
Hello Starling är den amerikanske artisten Josh Ritters tredje studioalbum, utgivet 2003.

## Låtlista
1. "Bright Smile" – 3:01
2. "Kathleen" – 4:08
3. "You Don't Make It Easy Babe" – 2:32
4. "Man Burning" – 2:47
5. "Rainslicker" – 4:13
6. "Wings" – 4:07
7. "California" – 3:10
8. "Snow Is Gone" – 4:03
9. "Bone of Song" – 5:30
10. "Baby That's Not All" – 5:59
11. "The Bad Actress" – 3:39